# Film in bianco e nero prodotti dal 1970
A partire dagli anni 1970, i lungometraggi non documentaristici vengono girati quasi esclusivamente a colori. Precedentemente la maggior parte dei lungometraggi era girata in bianco e nero, mentre i film d'evasione, come i western, i musical e le commedie, erano a colori. Nonostante ciò, i film degli ultimi decenni vengono ancora presentati occasionalmente in bianco e nero. Questa lista comprende lungometraggi non documentaristici di rilievo realizzati dal 1970 che, per tutta o gran parte della loro durata, sono in bianco e nero oppure in tonalità seppia.
Tra i registi di spicco che hanno realizzato film in bianco e nero in questo periodo temporale vi sono: Woody Allen (Manhattan, Stardust Memories, Zelig, Broadway Danny Rose, Ombre e nebbia), David Lynch (Eraserhead, The Elephant Man), Jim Jarmusch (Stranger Than Paradise, Daunbailò, Dead Man, Coffee and Cigarettes), Wim Wenders (Estate in città, Alice nelle città, Nel corso del tempo, Lo stato delle cose, Il cielo sopra Berlino), Béla Tarr (Perdizione, Satantango, Le armonie di Werckmeister, L'uomo di Londra, Il cavallo di Torino), Lars von Trier (Epidemic, Europa),  Tim Burton (Ed Wood, Frankenweenie), Martin Scorsese (Toro scatenato), Steven Spielberg (Schindler's List), Michael Haneke (Il nastro bianco), i fratelli Coen (L'uomo che non c'era) e Mel Brooks (Frankenstein Junior).

## Anni 1970
| Film                                                                          | Anno | Interamente in B/N |
| ----------------------------------------------------------------------------- | ---- | ------------------ |
| I killers della luna di miele (The Honeymoon Killers)                         | 1970 | Sì                 |
| O Ritual dos Sádicos                                                          | 1970 | No                 |
| Il soldato americano (Der amerikanische Soldat)                               | 1970 | Sì                 |
| Giorni di Clichy (Stille dage i Clichy)                                       | 1970 | Sì                 |
| Il ragazzo selvaggio (L'Enfant sauvage)                                       | 1970 | Sì                 |
| Jak rozpętałem drugą wojnę światową                                           | 1970 | Sì                 |
| Estate in città (Summer in the City)                                          | 1970 | Sì                 |
| L'orecchio (Ucho)                                                             | 1970 | Sì                 |
| Anche i nani hanno cominciato da piccoli (Auch Zwerge haben klein angefangen) | 1970 | Sì                 |
| Multiple Maniacs                                                              | 1970 | Sì                 |
| Tomato Kecchappu Kôtei                                                        | 1971 | Sì                 |
| E Johnny prese il fucile (Johnny Got His Gun)                                 | 1971 | No                 |
| Hak Yolu                                                                      | 1971 | Sì                 |
| La Salamandre                                                                 | 1971 | Sì                 |
| Amore (Szerelem)                                                              | 1971 | Sì                 |
| Hydrozagadka                                                                  | 1971 | Sì                 |
| L'ultimo spettacolo (The Last Picture Show)                                   | 1971 | Sì                 |
| Solaris (Solyaris)                                                            | 1972 | No                 |
| Tomorrow                                                                      | 1972 | Sì                 |
| La maman et la putain                                                         | 1973 | Sì                 |
| Kaigenrei                                                                     | 1973 | Sì                 |
| Paper Moon - Luna di carta (Paper Moon)                                       | 1973 | Sì                 |
| Vase de Noces                                                                 | 1974 | Sì                 |
| Un homme qui dort                                                             | 1974 | Sì                 |
| Frankenstein Junior (Young Frankenstein)                                      | 1974 | Sì                 |
| Je, tu, il, elle                                                              | 1974 | Sì                 |
| Lenny                                                                         | 1974 | Sì                 |
| Effi Briest                                                                   | 1974 | Sì                 |
| Il viaggiatore (film) (Mossafer)                                              | 1974 | Sì                 |
| Alice nelle città (Alice in den Städten)                                      | 1974 | Sì                 |
| The Noah                                                                      | 1975 | Sì                 |
| Thundercrack!                                                                 | 1975 | Sì                 |
| C'eravamo tanto amati                                                         | 1975 | No                 |
| La fille du garde-barrière                                                    | 1975 | Sì                 |
| Den-en ni shisu                                                               | 1975 | Sì                 |
| Hester Street                                                                 | 1975 | Sì                 |
| Operazione Overlord (Overlord)                                                | 1975 | Sì                 |
| Sotto il selciato c'è la spiaggia (Unter dem Pflaster ist der Strand)         | 1975 | Sì                 |
| Lo specchio (Zerkalo)                                                         | 1975 | No                 |
| Colpo di grazia (Der Fangschuß)                                               | 1976 | Sì                 |
| Nel corso del tempo (Im Lauf der Zeit)                                        | 1976 | Sì                 |
| L'ascesa (Woschozdenie)                                                       | 1977 | Sì                 |
| Die Konsequenz                                                                | 1977 | Sì                 |
| Hot Tomorrows                                                                 | 1977 | Sì                 |
| Eraserhead - La mente che cancella (Eraserhead)                               | 1977 | Sì                 |
| Hitler - Un film dalla Germania (Hitler, ein Film aus Deutschland)            | 1977 | No                 |
| Northern Lights                                                               | 1978 | Sì                 |
| The Whole Shootin' Match                                                      | 1978 | Sì                 |
| L'Hypothèse du tableau volé                                                   | 1979 | Sì                 |
| Killer of Sheep                                                               | 1979 | Sì                 |
| Stalker                                                                       | 1979 | No                 |
| Nido familiare (Családi tüzfészek)                                            | 1979 | Sì                 |
| J-Men Forever                                                                 | 1979 | Sì                 |
| Manhattan                                                                     | 1979 | Sì                 |
| Radio On                                                                      | 1979 | Sì                 |

## Anni 1980
| Film                                                                      | Anno | Interamente in B/N |
| ------------------------------------------------------------------------- | ---- | ------------------ |
| Forbidden Zone                                                            | 1980 | Sì                 |
| Stardust Memories                                                         | 1980 | Sì                 |
| The Elephant Man                                                          | 1980 | Sì                 |
| Toro scatenato (Raging Bull)                                              | 1980 | No                 |
| Zelig                                                                     | 1981 | No                 |
| Lo stato delle cose (Der Stand der Dinge)                                 | 1982 | Sì                 |
| Il mistero del cadavere scomparso (Dead Men Don't Wear Plaid)             | 1982 | Sì                 |
| Veronika Voss                                                             | 1982 | Sì                 |
| Chan Is Missing                                                           | 1982 | Sì                 |
| Rusty il selvaggio (Rumble Fish)                                          | 1983 | No                 |
| Finalmente domenica! (Vivement dimanche!)                                 | 1983 | Sì                 |
| The Gold Diggers                                                          | 1983 | Sì                 |
| Le Dernier Combat                                                         | 1983 | Sì                 |
| Stranger Than Paradise - Più strano del Paradiso (Stranger Than Paradise) | 1984 | Sì                 |
| Calamari Union                                                            | 1984 | Sì                 |
| Boy Meets Girl                                                            | 1984 | Sì                 |
| Broadway Danny Rose                                                       | 1984 | Sì                 |
| The Angelic Conversation                                                  | 1985 | No                 |
| Mala Noche                                                                | 1985 | No                 |
| Noir et blanc                                                             | 1986 | Sì                 |
| Under the Cherry Moon                                                     | 1986 | Sì                 |
| Lola Darling (She's Gotta Have It)                                        | 1986 | No                 |
| Daunbailò (Down by Law)                                                   | 1986 | Sì                 |
| Il cielo sopra Berlino (Der Himmel über Berlin)                           | 1987 | No                 |
| Epidemic                                                                  | 1987 | Sì                 |
| My Best Friend's Birthday                                                 | 1987 | Sì                 |
| Hol volt, hol nem volt                                                    | 1987 | Sì                 |
| Border Radio                                                              | 1987 | Sì                 |
| L'imperatore di Roma                                                      | 1987 | Sì                 |
| Perdizione (Kárhozat)                                                     | 1988 | Sì                 |
| Sobachye serdtse                                                          | 1988 | Sì                 |
| Tales from the Gimli Hospital                                             | 1988 | Sì                 |
| Pioggia nera (Kuroi ame)                                                  | 1989 | Sì                 |
| Roadkill                                                                  | 1989 | Sì                 |
| Sindrome astenica (Asteničeskij sindrom)                                  | 1989 | No                 |
| Il mio XX secolo (Il mio XX secolo)                                       | 1989 | Sì                 |
| Sidewalk Stories                                                          | 1989 | Sì                 |
| Tetsuo                                                                    | 1989 | Sì                 |

## Anni 1990
| Film                                                         | Anno | Interamente in B/N |
| ------------------------------------------------------------ | ---- | ------------------ |
| Singapore Sling                                              | 1990 | Sì                 |
| Archangel                                                    | 1990 | Sì                 |
| Dottor Korczak (Korczak)                                     | 1990 | Sì                 |
| Begotten                                                     | 1991 | Sì                 |
| The Hours and Times                                          | 1991 | Sì                 |
| Night of the Day of the Dawn Part 2                          | 1991 | Sì                 |
| L'altro delitto (Dead Again)                                 | 1991 | No                 |
| Europa                                                       | 1991 | No                 |
| Delitti e segreti (Kafka)                                    | 1991 | No                 |
| A Little Stiff                                               | 1991 | Sì                 |
| Swoon                                                        | 1992 | Sì                 |
| Vita da bohème (La Vie de bohème)                            | 1992 | Sì                 |
| In the Soup                                                  | 1992 | Sì                 |
| Ha-Chayim Al-Pi Agfa                                         | 1992 | Sì                 |
| Ombre e nebbia (Shadows and Fog)                             | 1992 | Sì                 |
| Il cameraman e l'assassino (C'est arrivé près de chez vous)  | 1992 | Sì                 |
| Fuyu no hi (Dōng chūn de rìzǐ)                               | 1993 | Sì                 |
| Anchoress                                                    | 1993 | Sì                 |
| Suture                                                       | 1993 | Sì                 |
| Schindler's List -La lista di Schindler                      | 1993 | No                 |
| Go Fish                                                      | 1994 | Sì                 |
| Nadja                                                        | 1994 | Sì                 |
| Woyzeck                                                      | 1994 | Sì                 |
| Satantango (Sátántangó)                                      | 1994 | Sì                 |
| Rhythm Thief                                                 | 1994 | Sì                 |
| Federal Hill                                                 | 1994 | Sì                 |
| Eclipse                                                      | 1994 | No                 |
| Ed Wood                                                      | 1994 | Sì                 |
| Assassini nati - Natural Born Killers (Natural Born Killers) | 1994 | No                 |
| Clerks - Commessi (Clerks)                                   | 1994 | Sì                 |
| The Corridor                                                 | 1994 | Sì                 |
| Dead Man                                                     | 1995 | Sì                 |
| Institute Benjamenta                                         | 1995 | Sì                 |
| L'odio (La Haine)                                            | 1995 | Sì                 |
| The Addiction - Vampiri a New York (The Addiction)           | 1995 | Sì                 |
| Nel bel mezzo di un gelido inverno (In The Bleak Midwinter)  | 1995 | Sì                 |
| Il sogno di Frankie (Dream for an Insomniac)                 | 1996 | No                 |
| Rubber's Lover                                               | 1996 | Sì                 |
| Terra dove andare (The Toilers and the Wayfarers)            | 1996 | Sì                 |
| Azúcar amarga                                                | 1996 | Sì                 |
| Terra Estrangeira                                            | 1996 | Sì                 |
| Drawing Flies                                                | 1996 | Sì                 |
| Color of a Brisk and Leaping Day                             | 1996 | Sì                 |
| La lección de tango                                          | 1997 | No                 |
| Leather Jacket Love Story                                    | 1997 | Sì                 |
| How to Cheat in the Leaving Certificate                      | 1997 | Sì                 |
| Ventiquattrosette (Twenty Four Seven)                        | 1997 | Sì                 |
| Pleasantville                                                | 1998 | No                 |
| American History X                                           | 1998 | No                 |
| π - Il teorema del delirio (Pi)                              | 1998 | Sì                 |
| Bullet Ballet                                                | 1998 | Sì                 |
| Il nano rosso (Le Nain rouge)                                | 1998 | Sì                 |
| Samurai Fiction                                              | 1998 | Sì                 |
| The General                                                  | 1998 | Sì                 |
| La ciudad                                                    | 1998 | Sì                 |
| Celebrity                                                    | 1998 | Sì                 |
| Cappuccino                                                   | 1998 | Sì                 |
| Following                                                    | 1998 | Sì                 |
| Of Freaks and Men                                            | 1998 | No                 |
| Okraina                                                      | 1998 | Sì                 |
| Man of the Century                                           | 1999 | Sì                 |
| Juha                                                         | 1999 | Sì                 |
| Wisconsin Death Trip                                         | 1999 | No                 |
| Chi Girl                                                     | 1999 | Sì                 |
| Tuvalu                                                       | 1999 | No                 |
| Zombie! vs. Mardi Gras                                       | 1999 | Sì                 |
| La ragazza sul ponte (La Fille sur le pont)                  | 1999 | Sì                 |

## Anni 2000
| Film                                                               | Anno | Interamente in B/N |
| ------------------------------------------------------------------ | ---- | ------------------ |
| Gostanza da Libbiano                                               | 2000 | Sì                 |
| Guizi Lai Le                                                       | 2000 | Sì                 |
| Eureka                                                             | 2000 | No                 |
| La Commune (Paris, 1871)                                           | 2000 | Sì                 |
| A Snake of June                                                    | 2000 | Sì                 |
| Le armonie di Werckmeister (Werckmeister Hármoniák)                | 2000 | Sì                 |
| Acne                                                               | 2000 | Sì                 |
| Judy Berlin                                                        | 2000 | Sì                 |
| The Lost Skeleton of Cadavra                                       | 2001 | Sì                 |
| 25 Watts                                                           | 2001 | Sì                 |
| Electric Dragon 80.000 V                                           | 2001 | Sì                 |
| Return to Innocence                                                | 2001 | No                 |
| Bolivia                                                            | 2001 | Sì                 |
| The American Astronaut                                             | 2001 | Sì                 |
| Don's Plum                                                         | 2001 | Sì                 |
| Éloge de l'amour                                                   | 2001 | No                 |
| L'uomo che non c'era (The Man Who Wasn't There)                    | 2001 | Sì                 |
| Mongoland                                                          | 2001 | No                 |
| Memento                                                            | 2001 | No                 |
| Box Head Revolution                                                | 2002 | Sì                 |
| Dracula: Pages from a Virgin's Diary                               | 2002 | No                 |
| Back Against the Wall                                              | 2002 | Sì                 |
| Don't Ask Don't Tell                                               | 2002 | Sì                 |
| Woodenhead                                                         | 2003 | Sì                 |
| The Saddest Music in the World                                     | 2003 | No                 |
| Cowards Bend the Knee                                              | 2003 | Sì                 |
| Mil nubes de paz cercan el cielo, amor, jamás acabarás de ser amor | 2003 | Sì                 |
| Coffee and Cigarettes                                              | 2003 | Sì                 |
| Temporada de patos                                                 | 2004 | Sì                 |
| Osoi Hito                                                          | 2004 | Sì                 |
| Evolution of a Filipino Family                                     | 2004 | Sì                 |
| After the Apocalypse                                               | 2004 | Sì                 |
| À tout de suite                                                    | 2004 | Sì                 |
| Aaltra                                                             | 2004 | Sì                 |
| Sin City                                                           | 2005 | No                 |
| Les Amants réguliers                                               | 2005 | Sì                 |
| La scandalosa vita di Bettie Page (The Notorious Bettie Page)      | 2005 | No                 |
| Good Night, and Good Luck.                                         | 2005 | Sì                 |
| Voksne mennesker                                                   | 2005 | No                 |
| The Cabinet of Dr. Caligari                                        | 2005 | Sì                 |
| Ashes and Snow                                                     | 2005 | Sì                 |
| Angel-A                                                            | 2005 | Sì                 |
| The Call of Cthulhu                                                | 2005 | Sì                 |
| Night of the Day of the Dawn Part 3                                | 2005 | Sì                 |
| Mutual Appreciation                                                | 2005 | Sì                 |
| Äideistä parhain                                                   | 2005 | Sì                 |
| Frankenstein vs. the Creature from Blood Cove                      | 2005 | Sì                 |
| 13 Tzameti                                                         | 2005 | Sì                 |
| Renaissance                                                        | 2006 | No                 |
| The Bridge                                                         | 2006 | No                 |
| Ajde, dan... prođi...                                              | 2006 | Sì                 |
| Automatons                                                         | 2006 | Sì                 |
| Brand upon the Brain!                                              | 2006 | No                 |
| Asudem                                                             | 2006 | Sì                 |
| Intrigo a Berlino (The Good German)                                | 2006 | Sì                 |
| Destination Mars                                                   | 2006 | Sì                 |
| 10 canoe (Ten Canoes)                                              | 2006 | No                 |
| Factory Girl                                                       | 2006 | No                 |
| Persepolis                                                         | 2007 | No                 |
| The Mist (versione alternativa)                                    | 2007 | No                 |
| L'uomo di Londra (A londoni férfi')                                | 2007 | Sì                 |
| La León                                                            | 2007 | Sì                 |
| La Antena                                                          | 2007 | Sì                 |
| Dreamscape                                                         | 2007 | Sì                 |
| In Search of a Midnight Kiss                                       | 2007 | Sì                 |
| Dr. Plonk                                                          | 2007 | Sì                 |
| Control                                                            | 2007 | Sì                 |
| Zift                                                               | 2008 | Sì                 |
| Aegri Somnia                                                       | 2008 | No                 |
| Somers Town                                                        | 2008 | No                 |
| My Winnipeg                                                        | 2008 | Sì                 |
| Melancholia                                                        | 2008 | Sì                 |
| La frontière de l'aube                                             | 2008 | Sì                 |
| Peur(s) du noir - Paure del buio (Peur(s) du noir)                 | 2008 | No                 |
| House of the Damned                                                | 2008 | Sì                 |
| Il nastro bianco (Das weiße Band - Eine deutsche Kindergeschichte) | 2009 | Sì                 |
| Segreti di famiglia (Tetro)                                        | 2009 | No                 |
| Stingray Sam                                                       | 2009 | Sì                 |
| Rewers                                                             | 2009 | No                 |
| Polytechnique                                                      | 2009 | Sì                 |
| City of Life and Death                                             | 2009 | Sì                 |
| Antichrist                                                         | 2009 | No                 |
| The Lost Skeleton Returns Again                                    | 2009 | No                 |
| Guy and Madeline on a Park Bench                                   | 2009 | Sì                 |

## Anni 2010
| Film                                        | Anno | Interamente in B/N |
| ------------------------------------------- | ---- | ------------------ |
| Promises Written in Water                   | 2010 | Sì                 |
| Dark and Stormy Night                       | 2010 | Sì                 |
| The Bunny Game                              | 2010 | Sì                 |
| Il cavallo di Torino (A torinói ló)         | 2011 | Sì                 |
| Keyhole                                     | 2011 | Sì                 |
| The Human Centipede 2 (Full Sequence)       | 2011 | No                 |
| Heleno                                      | 2011 | Sì                 |
| For Lovers Only                             | 2011 | Sì                 |
| Bukchon Banghyang                           | 2011 | Sì                 |
| Manila Kingpin: The Asiong Salonga Story    | 2011 | Sì                 |
| The Color Wheel                             | 2011 | Sì                 |
| The Artist                                  | 2011 | Sì                 |
| Alois Nebel                                 | 2011 | Sì                 |
| Tabu                                        | 2012 | No                 |
| Oh Boy - Un caffè a Berlino (Oh Boy)        | 2012 | Sì                 |
| Much Ado About Nothing                      | 2012 | Sì                 |
| Frankenweenie                               | 2012 | Sì                 |
| Frances Ha                                  | 2012 | Sì                 |
| Cesare deve morire                          | 2012 | No                 |
| Blancanieves                                | 2012 | Sì                 |
| Nebraska                                    | 2013 | Sì                 |
| A Field in England                          | 2013 | Sì                 |
| Ida                                         | 2013 | Sì                 |
| Escape from Tomorrow                        | 2013 | Sì                 |
| La gelosia                                  | 2013 | Sì                 |
| Computer Chess                              | 2013 | No                 |
| L'arbitro                                   | 2013 | Sì                 |
| The Better Angels                           | 2014 | Sì                 |
| All'ombra delle donne                       | 2015 | Sì                 |
| Darling                                     | 2015 | Sì                 |
| Aferim!                                     | 2015 | Sì                 |
| Frantz                                      | 2016 | Sì                 |
| Mad Max: Fury Road – Black & Chrome edition | 2016 | Sì                 |
| November                                    | 2017 | Sì                 |
| L'amant d'un jour                           | 2017 | Sì                 |
| Infinity Baby                               | 2017 | Sì                 |
| 3 Tage in Quiberon                          | 2018 | Sì                 |
| Roma                                        | 2018 | Sì                 |
| The Lighthouse                              | 2019 | Sì                 |

## Anni 2020
| Film                             | Anno | Interamente in B/N |
| -------------------------------- | ---- | ------------------ |
| Cari Compagni                    | 2020 | Sì                 |
| Genus Pan                        | 2020 | Sì                 |
| Mank                             | 2020 | Sì                 |
| Limbo                            | 2021 | Sì                 |
| Malcolm & Marie                  | 2021 | Sì                 |
| Passing                          | 2021 | Sì                 |
| Belfast                          | 2021 | No                 |
| C'mon C'mon                      | 2021 | Sì                 |
| Macbeth (The Tragedy of Macbeth) | 2021 | Sì                 |
| Hundreds of Beavers              | 2022 | Sì                 |
| Life's a Bitch                   | 2023 | Sì                 |
| Oppenheimer                      | 2023 | No                 |
| C'è ancora domani                | 2023 | Sì                 |
| Bramayugam                       | 2024 | Sì                 |
| Samsara                          | 2024 | Sì                 |